# Limpa
 (août 2021).
La limpa est un pain de seigle scandinave sucré, associé à la cuisine suédoise,. Il s'agit d'un pain d'épices levé à la levure, sucré au sucre brun et à la mélasse, qui peut être enrichi de beurre ou non, et dont les épices sont utilisées. Les épices traditionnelles du pain sont l'anis, le carvi, les graines de fenouil et l'orange amère. Généralement cuits pendant la période de Noël, les pains/miches festifs au moût (suédois : vörtbröd / vörtlimpa) sont aromatisés avec des épices comme l'anis, le carvi et les graines de fenouil, et souvent des écorces d'orange, des raisins secs, et de la bière brune, en plus du moût. Son goût et son aspect particuliers sont dus en grande partie à l'ajout de moût à la pâte, ce qui la rend semblable à un pain de malt,. C'est un plat typique du smörgåsbord ou du julbord traditionnel du réveillon de Noël,. La limpa se marie bien avec les confitures et les gelées, ou le fromage frais.

## Préparation
La première étape de la fabrication du pain consiste à faire bouillir doucement de la mélasse, du sucre brun, des graines de carvi, du moût et de l'eau, puis à ajouter du shortening ou du beurre et du zeste d'agrumes. Une fois ce mélange refroidi à une température tiède, on le combine avec de la levure activée et de la farine de seigle. La pâte lève et on ajoute de la farine pour la pétrir en vue d'une deuxième levée, puis on badigeonne le dessus avec du beurre fondu et on fait cuire les pains. Certaines recettes ajoutent le mélange de mélasse aux ingrédients secs après avoir échaudé la farine de seigle avec de l'eau chaude.

## Ingrédients
Historiquement, ce pain était levé avec du moût de bière fermenté, d'où son nom en suédois vörtlimpa ou vörtbröd (« pain au moût »). Les recettes modernes utilisent parfois encore la bière stout comme ingrédient.
Les recettes varient, certaines remplaçant le carvi par de la cardamome, ou omettant l'écorce d'orange ; aux États-Unis, sa forme la plus courante est un pain aromatique à l'orange et aux épices.
La mélasse ajoute de la couleur au pain brun, fabriqué avec un mélange de seigle et d'autres farines. Les autres farines mélangées au seigle, selon la recette, peuvent inclure de la semoule de maïs, de la farine de blé entier ou de la farine tout usage. Pour ajouter la saveur d'orange, on peut utiliser de l'huile d'orange ou du zeste d'orange. Bien que cela ne soit pas strictement traditionnel dans la zone d'origine du nord de la Suède, certaines variantes de la recette de base peuvent ajouter des raisins secs ou des pruneaux. Ceci est cependant traditionnel dans le sud de la Suède où le pain au moût a été adopté plus tard,.